# Kaple svaté Anny (Vyskeř)
Římskokatolická kaple svaté Anny ve Vyskři na Hůře je empírová sakrální stavba stojící na vyvřelém vrcholu kopce Vyskeř ve stejnojmenné obci v okrese Semily v Libereckém kraji. Kopec poskytuje několik dalekých výhledů průseky v lese. Spolu s kaplí jsou na vrcholu též tři kříže a Boží hrob – umělá jeskyně v čedičové skále, od kaple na jihozápad. Od roku 1964 je kaple chráněna jako kulturní památka.

## Legenda

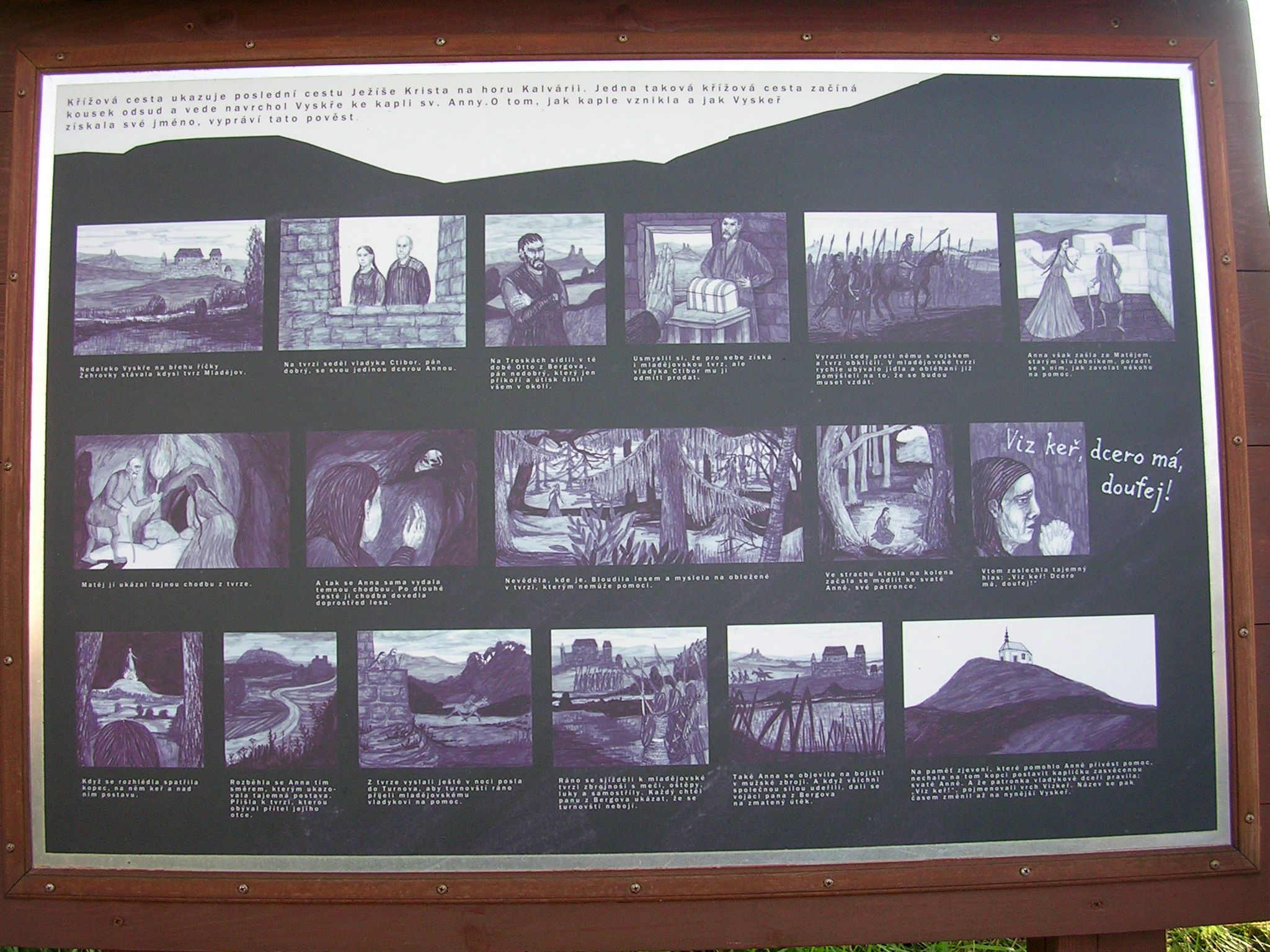
Informační cedule s pověstí o založení Vyskře

Podle legendy, která vysvětluje vznik názvu i důvod postavení kaple se jednalo o zázračné zjevení z období 1403-1458, kdy na tvrzi v blízkém Mladějově žil oblíbený vladyka Ctibor s dcerou Annou. Tvrz byla napadena ozbrojenci pána na Troskách Otty z Bergova. Ctiborově dceři se podařilo uprchnout z obležené tvrze se služebníkem Matějem, který znal tajnou cestu vedoucí z tvrze do lesů. Uprchlá dívka v lesích ztratila orientaci. Poté v zoufalé situaci zaslechla tajemný hlas: „Viz keř! Dcero má, doufej!“. Když se rozhlédla proti nočnímu nebi, spatřila kuželovitý kopec, na něm mohutný keř a světlou postavu, která jí ukazovala k půlnoční straně. Dívka se vydala naznačeným směrem a došla k tvrzi, kde žil jistý zeman, přítel jejího otce. Tento spřátelený zeman vyslal posla do Turnova pro posily a vydal se k Mladějovu. Následně vladyku Ctibora zachránil. Protože dcera Anna nezapomněla na zázračné zjevení, nechala na vrcholku postavit kapličku, která byla zasvěcena je patronce sv. Anně. Vrch byl následně pojmenován Viskeř, což bylo nahrazeno pozdějším Vyskeř.

## Popis

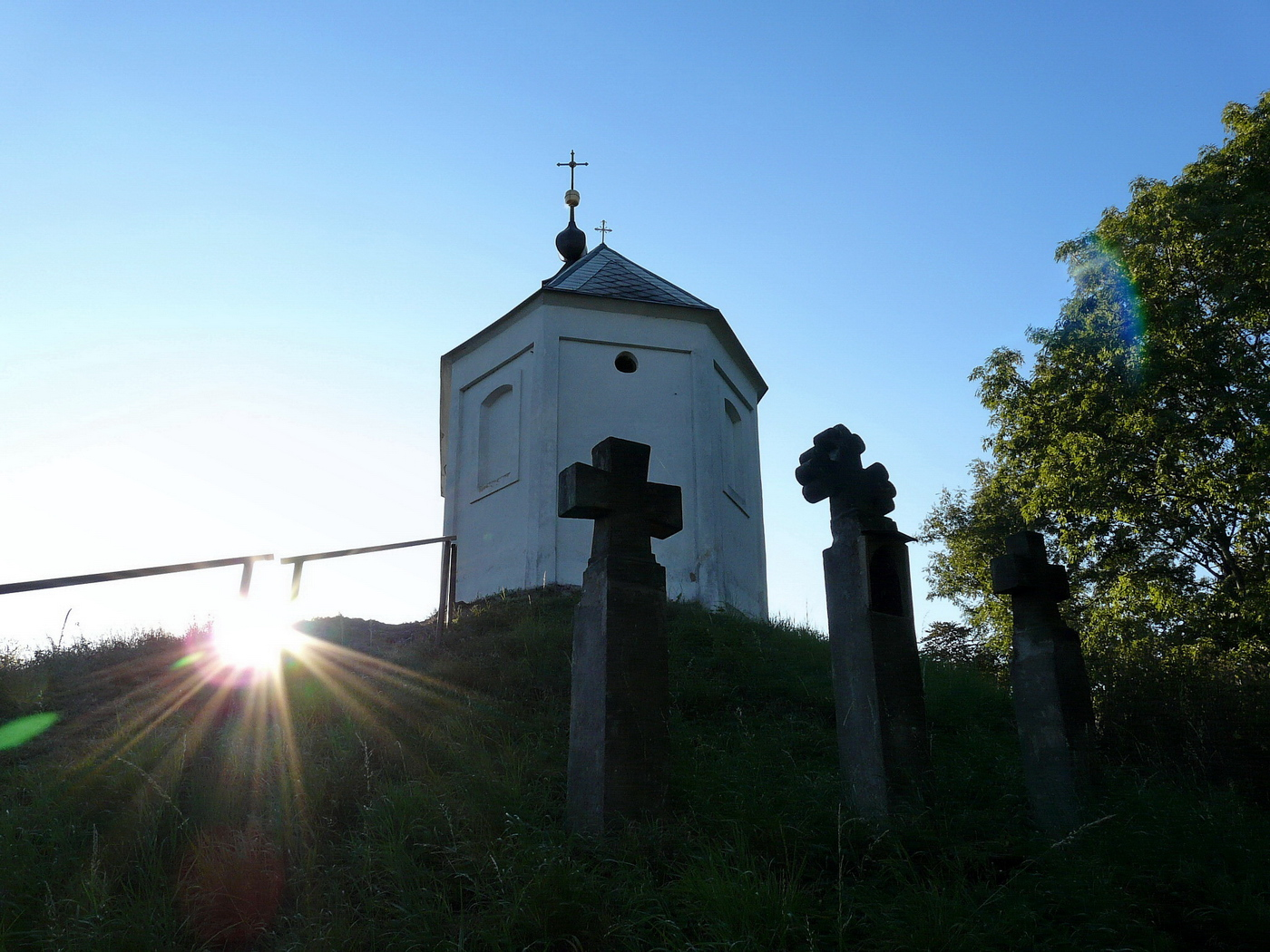
Pohled na kapli od východu

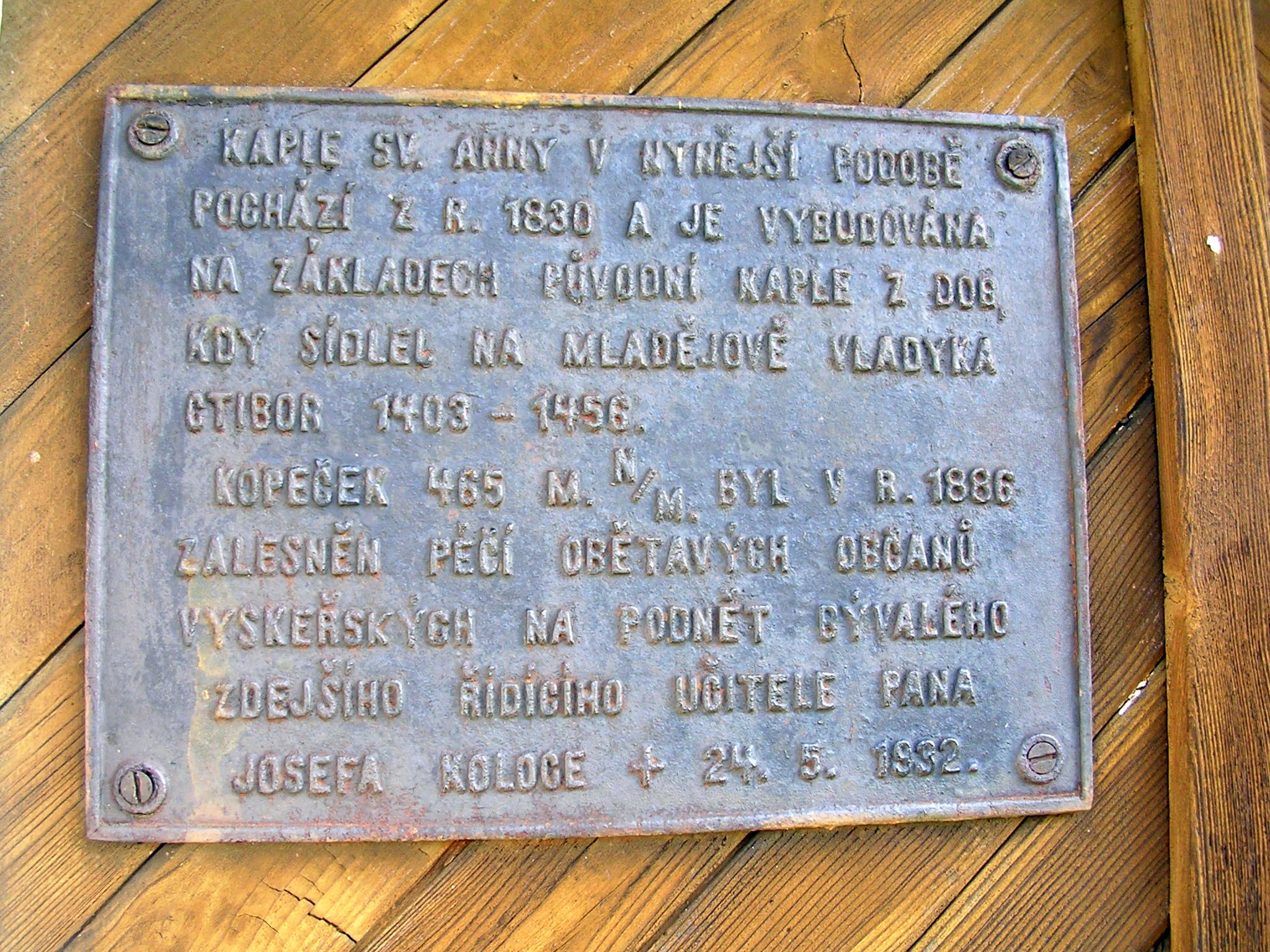
Cedulka na dveřích kaple na Vyskři

Již v 15. století měla stát na vrcholu Vyskeř poutní kaple. Další nechala postavit na Vyskři v 17. století hruboskalská vrchnost. V roce 1825 přešla jako dar do majetku obce a ta v roce 1830 přistoupila k její obnově na původních základech a tehdy získala svoji současnou podobu zděné, jednolodně orientované stavby protáhlého osmibokého půdorysu, zastřešené sedlovou střechou, s oboustranným polygonálním zakončením, s nízkou sanktusovou věží a vrcholovým křížem. V roce 1886 místní občané na popud řídícího učitele Josefa Koloce kopec Vyskeř zalesnili. Tím došlo k omezení dalekých výhledů s výjimkou několika průseků, které jsou směrovány na krajinné dominanty okolí jako jsou Trosky, Ještěd a Bezděz. Kaple byla několikrát dílče zevně i uvnitř opravována. Mezi světovými válkami byla období, kdy kaple sloužila i bohoslužbám Církve československé husitské. Ze vsi na kopec vede ve 21. století zrekonstruovaná křížová cesta. U farního kostela Nanebevzetí Panny Marie stojí informační tabule, která vysvětluje na základě pověsti původ neobvyklého jména obce i kopce s kaplí.